# Tratado de París (1623)
El Tratado de París de 1623 es un tratado que compromete la restauración del territorio de Valtellina, firmado el 7 de febrero de 1623 entre Francia, Saboya y Venecia contra España en un intento de encontrar una solución al conflicto de la Valtelina tratando de expulsar a las fuerzas españolas estacionadas allí.

## Términos del tratado
Este tratado sigue al Tratado de Madrid de 1621, concluido un mes después de la muerte de Felipe III de España, en Madrid, el 25 de abril de 1621, entre Francia y España, bajo la mediación del Papa Gregorio XV, decidió la restauración de la soberanía de los Grisones en la Valtelina, y que los fuertes construidos por los españoles serían demolidos, con la condición de que el catolicismo permaneciera como la única religión allí, y que el tratado sería ratificado por los Grisones y garantizado por los trece cantones suizos.
Como el Tratado de Madrid nunca se ejecutó, Francia firmó dos años más tarde este tratado con Venecia y Saboya, preocupada por la proximidad de los Habsburgo y con el objetivo de devolver la soberanía de la Valtelina a los Grisones. España continuó las negociaciones, adoptando una vía intermedia, que consistía en entregar los fuertes a Gregorio XV y dejarlos allí hasta que la disputa se resolviera completamente.
Luis XIII estuvo de acuerdo, pero los españoles sólo entregaron una parte de la Valtelina al marqués de Bagni, general del Papa. El sucesor de Gregorio XV, Urbano VIII, continuó la política de su predecesor proponiendo un tratado que, como el de Madrid, tenía como base el restablecimiento de la soberanía de los Grisones.
Sin embargo, España, incapaz de renunciar a los pasos alpinos, utilizó el pretexto de los intereses de la religión católica, oponiéndose, decía, a dejar pasos tan importantes en manos de herejes. También utilizó la promesa que afirmaba haber hecho a los valtelinos, de no dejarlos caer de nuevo bajo el yugo protestante, como pretexto para prolongar las negociaciones.
En febrero de 1624, Urbano VIII hizo un último esfuerzo para evitar que estallara la guerra proponiendo al embajador francés en Roma, Nicolas Brulart de Sillery, un acuerdo según el cual se concederían pasajes a los españoles, se limitarían los derechos de los Grisones y los reyes de Francia y España se convertirían en los protectores de la Valtelina, pero Sillery no tenía poderes suficientes para firmarlo, por lo que se limitó a enviar el borrador del tratado a Francia.
Al igual que el Tratado de Madrid, este tratado no tuvo éxito y fue necesario esperar a la firma del Tratado de Monzón, celebrado entre Francia y España, para resolver las cuestiones planteadas por el conflicto de la Valtelina.